# Magyar László (Afrika-kutató)
Magyar László (Szombathely, 1818. november 13. – Ponto do Cuio, 1864. november 9.) földrajzi felfedező, híres magyar Afrika-kutató.

## Fiatalkora
Magyar Imre öttömösi földbirtokos törvénytelen fia volt. Édesanyja, Horváth Anna születése után nem sokkal meghalt. Az elemi iskolát Dunaföldváron, a gimnáziumot Kalocsán és Szabadkán járta, a legfelső osztályt (poetica) pedig a pesti piaristáknál fejezte be (Horváth László néven). 1842-ben Fiuméba ment, ahol a tengerészeti iskolát elvégezve 1843-ban tengerészkadét lett,  és egy osztrák postahajón eljutott Brazíliába.
Különböző hajókon szolgálva bejárta a Karib-tengert. Főleg rabszolgaszállító hajókon szolgált Madagaszkártól a nyugat-indiai szigeteken át Havannáig. 1845-ben La Plata állam flottahadnagya lett La Plata és Uruguay háborújában. Dél-Amerika belsejébe tervezett felfedező utat, és ehhez a Magyar Tudós Társaságtól kért anyagi támogatást. Mivel ezt nem kapta meg, Dél-Amerika helyett Afrikát vette célba.

## Dél-Amerikában
Már kalocsai, majd szabadkai diákkorában a tenger és a természetkutatás volt minden érdeklődésének tárgya. 1843-ban osztrák kadétként érkezett a brazíliai Santosba, ahol kalandvágyó természetétől űzve beállt egy spanyol csempészhajóra, amely az új-guineai vizekre indult. Ez az út öt hónap alatt 1500 spanyol tallért jövedelmezett, amiből szextánst, egyéb műszereket vásárolt, és hat hónapig navigációt tanult Havannában. Másodkormányosnak szegődött az Albatros nevű spanyol hajóra, amelynek kapitánya útközben meghalt, így Magyar elsajátíthatta a hajó önálló vezetését. Megfordult Szumátrán, Jáván. Madagaszkáron sárgalázat kapott, amiből a Jóreménység fokán gyógyították ki. Egy portugál kereskedelmi hajóval jutott Rio de Janeiróba, itt ismerkedett meg Vámosi József Debrecenből származó gazdag kereskedővel, akinek ajánlólevelével jelentkezett don Manuel Rosas diktátornál, és a Buenos Airesben letett sikeres vizsga után flottahadnagyi pátenslevelet és egyben állampolgárságot szerzett.
Miután 1845. augusztus 23-án az egyesült angol–francia erők a Riachuelo folyón szétverték az argentin flottát, Magyar László nagy szerencsével kerülte el a halálbüntetést. Mivel szinte egyetlen nagyhatalomnál sem kapott tengerésztiszti megbízatást, a Mato Grosso és az Amazonas forrásvidékére tervezett expedíciót, amelyhez a Magyar Tudós Társaságtól kért anyagi támogatást, pontosabban 12 000 forintot a hároméves utazáshoz. Az uruguayi Maldonában várt több mint egy évig a válaszra, majd az elutasítás után Afrikát választotta, és 1848 decemberében Benguelában átvette a kalabári néger szultán, Trudodati Dalaber Almanzor flottájának főparancsnokságát. Innen került Biébe, és lett lelkes Afrika-kutató, Livingstone tudományos vetélytársa a Kongó és Zambézi forrásvidékén.

## Afrikai utazásai

### A Kongó folyó felderítése

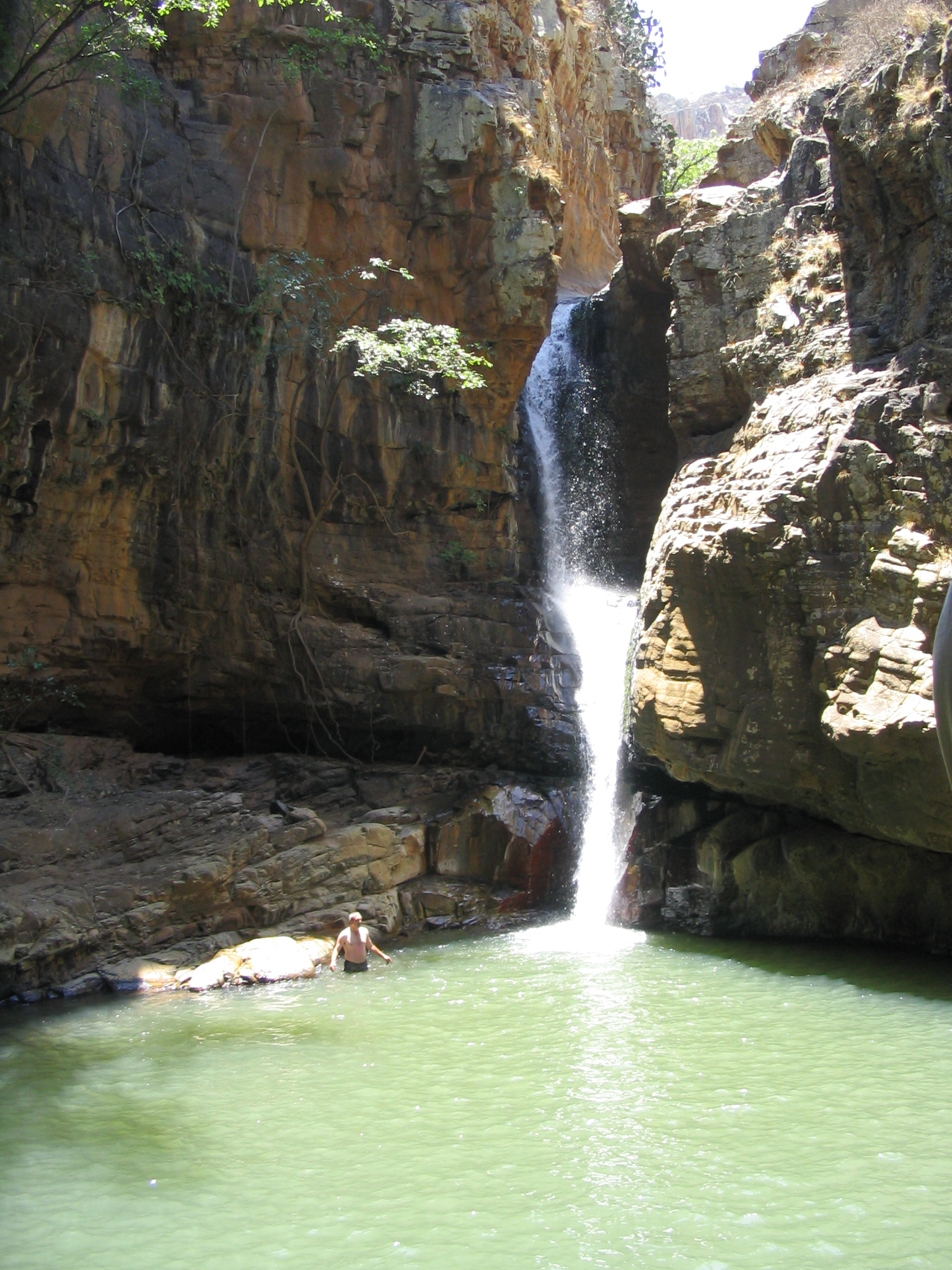
A Magyar-vízesés Angolában

1848 májusában érkezett Afrikába, s a Ponta de padrao fokot megkerülve 12-én jutott a Kongó torkolatához. Célja az volt, hogy felhatoljon a folyó forrásvidékére. Hat cabindai matrózzal vitorlázott és evezett a folyón egyre beljebb a szárazföld belsejébe. Vállalkozása azért is veszélyes volt, mert a folyam sodrása a torkolatnál különösen erős. „A hatalmas folyam… hat tengeri mérföldnyi széles torkolatján nagy sebességgel keletről nyugatra önti sárga, zavaros vízét a tengerbe, oly iszonyú erővel, hogy abban színét és édes ízét még három tengeri mérföldre is megtartja kitűnőleg.”
A folyón felfelé haladva a Bahia dos Ingleses öböl, a Kókusz-sziget (Ilha dos Coqueiros), Ponta da Lenha (Erdőfok) érintésével érte el Bomát, a rabszolga-kereskedelem egyik központját, ahol a Kongó kétfelé ágazik, és a két ág között helyezkedik el a Pálmafák szigete. Innen már gyalog haladt útja végcéljáig, a Fára-szongói vízesésig. Magyar érdemének kell tekinteni, hogy ezen útján ő fedezte fel a Kuango folyó felső folyását. Tudósításai nyomán világos kép rajzolódott ki Afrika kései rabszolga-kereskedelméről. Ezt ugyan az 1815-ös bécsi kongresszus betiltotta, és az angol hajók voltak hivatottak megakadályozni a rabszolgák átszállítását Amerikába, ám nem sok sikerrel.

### Az első afrikai utazás

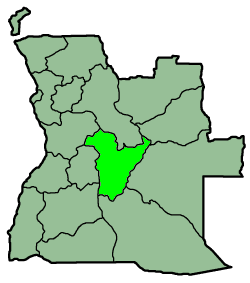
Bié tartomány Angolában

Az Atlanti-óceán partjára visszatérve a part mentén 1848. december 9-én jutott el Benguelába. Itt értesült arról, hogy 80-90 mérföldnyire az ország belsejében nagy síkságok, gyönyörű tartományok fekszenek egészséges éghajlattal és barátságos lakókkal. Tízezer frankot érő pénzén árut vásárolt, és 1849 január-februárjában elindult egy karavánnal a Bié-fennsíkra. Biéből a karavánok mindig árukkal gazdagon megrakodva érkeztek Benguelába. Ezért is eshetett erre az úti célra Magyar választása, tehát eleinte nem annyira a kutatási vágy, tudományos szenvedély, mint inkább a kalandszeretet és főként életkörülményeinek javítása szándéka irányította a földrajzi felfedezésekhez. A karavánok általában igen népesek voltak, néha akár háromezer ember is. Egy részük fegyveres kísérő volt, a többség pedig teherhordó – a terheket ekkor még emberi erővel, gyalogosan szállították. Magyar László is csatlakozott egy karavánhoz, amit egy Mursza nevű biéi nemes vezetett – akit Magyar későbbi fejedelmi apósa évek múlva megmérgeztetett. A fehér ember mindig emelte a karaván tekintélyét és növelte biztonságát, így Mursza is örömmel vette Magyar László és Pakaszéró nevű személyes kísérője „(kiszongója)”, valamint tolmácsának és málhát cipelő három rabszolgájának csatlakozását. Útközben kapta Magyar László afrikai nevét, mivel gyakran kérdezősködött, a portugál como (micsoda) szó után a bennszülöttek Enganna Komónak (Komo úrnak) nevezték el – ezt a nevet egész afrikai életében megtartotta. Az úton Magyar feladata az volt, hogy a karaván nevében átnyújtsa a termékekből, posztóból álló vámot a törzsfőnököknek. Az út ellenséges törzsek fenyegetése közt haladt, és örökké éberen kellett vigyázni az árura is. Az útleírásban megemlít egy romantikus találkozást egy benguelai portugál kereskedő szép özvegyével – ő hét évvel később megmentette Magyar László életét. Több tartományon áthaladva a karaván végül szerencsésen megérkezett Biébe. Magyar Pakaszéró falujában, Masisi Kuituban keresett magának végleges szálláshelyet.
A biéi fejedelem engedélyével a Kuitu folyó partján építette fel tanyáját, és mintegy 50 rabszolgájának kunyhóit. A telep 30 nagyobb és 50 kisebb épületből állt. Magyarnak bemutatkozásra fel kellett keresnie az ország fővárosát, Kombála-an-Bihét, s meglátogatnia Kajája Kajángula fejedelmet, aki olyannyira „kitüntette” figyelmével, hogy feleségül adta hozzá egyik leányát, az akkor még csak 14 éves Ina-Kullu-Ozorót. Ozoro odaadó társa lett Magyarnak, és több fiút is szült neki. Magyar maga írja le, hogy afrikai szokás szerint többnejűségben élt. Fő felesége, Ozoro révén sok rabszolga birtokába jutott, és az előkelő rokonság miatt joggal gondolhatott arra, hogy egykor majd az ő sarja kerülhet Bié trónjára. Biében megtelepedve tervezte megismerni Lunda-országot, vagy amint nevezni szokták: a Muata Jamvó birodalmát. (A lunda egy bantu törzs Zairéban – a 16. században hatalmas birodalmuk volt a Kongó-medencében. A Muata Jamvó az uralkodó megnevezése volt.) A felfedező úthoz szükséges anyagiak előteremtésére több árut Benguelába szállíttatott, és ott nyereséggel eladta. Karavánja 1850. február 20-án indult útnak 235 fegyveressel. Útjára felesége és néhány rabnője is elkísérte. Több tartományt bejárt, egy sereg afrikai törzsnél megfordult. Ezen az útján felfedezte a Kongó és a Zambézi folyók vízgyűjtő területét, és a Kasai folyót követve augusztus vége felé érte el útja talán legészakibb pontját, Yah Quilem városát. 1851. május végén indult vissza Biébe. Útját úgy irányította, hogy felkeresse Kabebét, a rettegett uralkodó, Muata Jamvó székvárosát. Lunda-ország fővárosának életét, Muata Jamvó barbár pompájú udvarát először Magyar László írta le. Tudósításából derült ki az uralkodó kegyetlensége, aki egész települések lakosságát adta el rabszolga-kereskedőknek a nemesek kivételével, akiket viszont kivégeztetett. Alattvalóit sokszor orr-fül, szeméremtest levágásával büntette. A fejedelmet Magyar 300 felesége között találta – ők voltak a testőrei. Leírásából képet alkothatunk a rabszolga-kereskedők kapzsiságáról és embertelenségéről – úgy védekeztek a rabszolgák depressziója ellen, hogy napközben többször énekeltették őket. Mivel Muata Jamvo birodalmába először 1843-ban Garca Joakim Rodriguez portugál utazó jutott, és Magyar után csak 1880-ban számolt be az országról két német kutató, Buchner és Pogge, ezért Magyar fontos híreket közölt az ország elhelyezkedéséről és társadalmi állapotairól. Földrajzi felfedezéseinél nem kevésbé fontosak a Kongó mentén végzett néprajzi kutatásai a muserongo és kongo népek között. Bié lakosságának, a mbunda népnek a kutatásában Magyar László leírása mindmáig alapvető forrásmunka.

### A második afrikai utazás

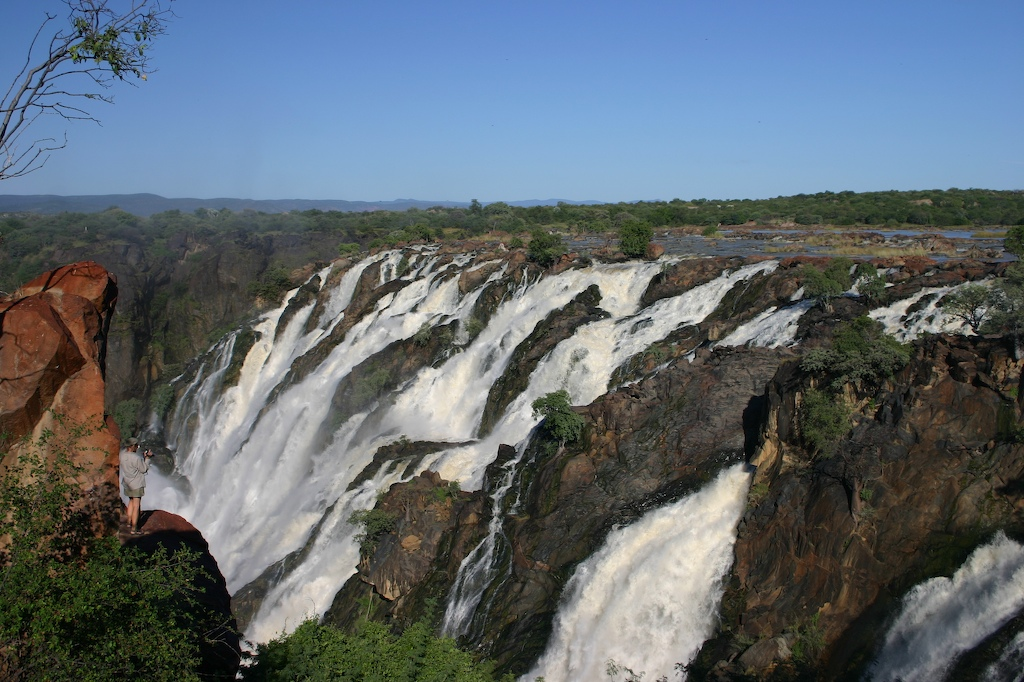
A Ruacana-vízesés a Kunéne folyón

Második nagy belső-afrikai útja 1852 májusától 1854 közepéig tartott. A Cubango folyó és az Okavango-mocsár vidékét kutatta, ahol addig ismeretlen népet, az általa mukankála néven nevezett angolai busmanokat fedezte fel. (A busmanok felfedezését a tudománytörténet azonban Serpa Pinto portugál kutató jóval későbbi, 1877–78-as útjának tulajdonítja.) Útja során meleg fogadtatásban részesült Gambosz tartomány portugál helytartója részéről, átvágott az afféi homoksivatagon, átkelt a Kunéne folyón, elérte Kanyáma tartományt és az ország fővárosában, Námbámiban Haimbri király vendégszeretetét élvezte. Visszafelé a portugál helytartónak részletes jelentést tett és a sivatagban szerzett szembetegsége miatt két hónapot Gamboszban volt kénytelen tölteni. Egy rablótámadást túlélve végül szerencsésen visszatért biéi otthonába.

### A harmadik afrikai utazás
A Zambézi folyamrendszerét és a Kuanza mellékfolyóit kutatta, amikor karavánját megtámadták és megsebesült. Azután 1855-ben indult újra Biébe, ahová 1856-ban érkezett meg. De a Biében kitört belháborúban meggyilkolták az apósát, a fejedelmet. Így neki is menekülnie kellett. Felépülve, két fiát Mosszamédeszbe vitte a missziós iskolába, ő pedig visszatért Benguelába. Ott is halt meg négy nappal 46. születésnapja előtt. Halálának oka ismeretlen.

## Tudományos eredményei
Kutatási anyagát, útleírásait, az általa készített térképeket hazaküldte a Magyar Tudományos Akadémiának. Ezekből 1859-ben az Akadémia kiadásában jelent meg könyve, „Magyar László dél-afrikai utazásai 1849–1857. években” címmel. 1858-ban az MTA levelező tagjává választotta. Erről az értesítést és könyve magyar kiadását, s 140 arany összegű honoráriumát a portugál tisztviselők hanyagsága miatt csak 1861 decemberében kapta kézhez.

## Emlékezete
- A Dunaföldvári Magyar László Gimnázium 1956 óta viseli a híres Afrika-kutató nevét.[4][5]
- Dunaföldvár település várudvarában áll Magyar László bronzszobra Mészáros Sándor, Munkácsy-díjas szobrászművész alkotásaként. 1988. november 11-én állították.[6][7]
- Dunaföldvár város Fafaragó Galériájában tekinthető meg Magyar László emlékkiállítása.[8]
- Öttömös településen emlékpark őrzi Magyar László emlékét; a parkot a település keleti szélén létesítették, a Domaszék felől a faluba vezető 5431-es út és a belterület találkozásánál. 2014 óta a park a helyi értéktárnak is része.[9]